# Cosciniopsis onucha
Cosciniopsis onucha är en mossdjursart som först beskrevs av James Barrie Kirkpatrick 1890.  Cosciniopsis onucha ingår i släktet Cosciniopsis och familjen Gigantoporidae. Inga underarter finns listade i Catalogue of Life.